# Glyphostoma purpurascens
Glyphostoma purpurascens é uma espécie de gastrópode do gênero Glyphostoma, pertencente a família Conidae.